# Варданян, Саркис Затыкович
Саркис Затыкович Варданян (1 мая 1914 — 1963, Ереван) — советский борец вольного и классического стилей, чемпион и призёр чемпионатов СССР. Заслуженный мастер спорта СССР (1943). Заслуженный тренер Армянской ССР.

## Биография
Начал тренироваться в 1928 году. Участник 13 чемпионатов СССР (1933—1952), четырехкратный чемпион страны.
С 1950-х гг. работал тренером по борьбе в спортивном обществе «Динамо» (Ереван).
Скончался в мае 1963 года.

## Спортивные результаты
- Чемпионат СССР по классической борьбе 1933 года — ;
- Чемпионат СССР по классической борьбе 1934 года — ;
- Чемпионат СССР по классической борьбе 1935 года — ;
- Чемпионат СССР по классической борьбе 1936 года — ;
- Чемпионат СССР по классической борьбе 1937 года — ;
- Чемпионат СССР по классической борьбе 1940 года — ;
- Чемпионат СССР по классической борьбе 1944 года — ;
- Чемпионат СССР по классической борьбе 1949 года — ;
- Чемпионат СССР по классической борьбе 1952 года — ;
- Чемпионат СССР по вольной борьбе 1946 года — ;
- Чемпионат СССР по вольной борьбе 1947 года — ;

## Награды
- Медаль «За трудовое отличие» (27.04.1957) — за успехи, достигнутые в деле развития массового физкультурного движения в стране, повышения мастерства советских спортсменов, и успешное выступление на международных соревнованиях